# Forumactif
 (août 2014).
Forumactif est un service de création de forums lancé en 2004.
En 2014, le service permet de créer et d'héberger des forums dans le monde entier et compte le plus grand nombre de ses forums en France notamment : 1.050.300 forums actifs en ligne pour Forumactif contre 650.000 pour Forumotion, le service anglais de Forumactif.

## Concept
Forumactif est une plateforme de création d’espaces communautaires sur internet.
Le service héberge plusieurs forums de grande notoriété comme celui de la marque Coyote.
Les forums Forumactif sont principalement basés sur le moteur de forums phpBB ainsi que MySQL.
Les forums sont très populaires sur internet et de nombreux médias ont mis en avant le service Forumactif,,,,.

## Historique
Forumactif est lancé en France en juillet 2004 par Johann Brun.
Fin 2004, un forum de support appelé aussi le « FdF » est mis en place pour répondre aux nombreuses questions de la communauté. Au cours de ces années, Forumactif a développé les fonctionnalités des forums de manière constante.
C’est en 2005 qu’il fera sa première mise à jour afin d’améliorer la navigation des membres sur les forums.
En 2006, le site de création a connu une refonte et aborde depuis le même design.
Début 2007, Forumactif lance l’annuaire des forums pour proposer aux internautes une recherche facile et efficace des forums. En avril 2007, la plateforme décide de diversifier son service vers la création de blogs gratuits via un nouveau service : Sosblog.fr. Fin 2007, Forumactif lance le site Hitskin.com pour répondre aux besoins de personnalisation des forums. Celui-ci regroupe des milliers de thèmes de forums gratuits.
En 2011, Forumactif.com venait terminer le classement des 50 premiers groupes français.
En février 2014, à l'occasion des dix ans de la plateforme, Forumactif propose un nouveau design pour son site de création. Forumactif.com se classe à ce jour 283e au classement des sites français les plus visités en France.
En août 2014, Forumactif compte 4 700 000 forums dans le monde.

## Expansion internationale
En avril 2005, Forumactif crée le site Forumotion.com.
En décembre 2006, Forumactif lance Foroactivo.com pour les communautés hispanophones[réf. souhaitée].
En 2007, Forumactif lance Ahlamontada.com pour les pays arabes, Forumeiros.com pour le Portugal et le Brésil, Forumieren.com pour les Allemands, Forumattivo pour l'Italie et Forum2x2.ru pour la Russie. En 2015, Forumactif lance Forumgreek pour la Grèce et Chypre .